# Henrik Franz Alexander von Eggers
Henrik [Heinrich] Franz Alexander Baron von Eggers (1844 – 1903) fue un soldado profesional , botánico danés.

## Vida
Luego de estudios en el gymnasium de Odense, entró en el ejército danés como subalterno en 1864 y luchó en la guerra de los Ducados danés-germano.
A finales de 1864, se incorporó al Imperio mexicano Voluntariado Österreichisches Freiwilligenkorps in Mexiko y cayó en cautiverio de los republicanos mexicanos al final del asedio de un mes de Oaxaca. Fue liberado en 1867, se reincorporó al ejército danés como teniente y se dirigió a las Antillas Danesas, donde se desempeñó hasta su jubilación, como capitán, en 1885. En 1873 se casó con Mathilde Camilla Stakemann.
Su retiro del ejército marcó el inicio de su carrera como botánico. Fue autodidacto, estudió y publicó la flora de Santa Cruz, San Juan, Santo Tomás, Isla del Agua , Vieques. Hizo numerosos viajes y recogió ampliamente en casi todas las islas de las Antillas Mayores y Menores: Dominica en 1880, Puerto Rico en 1881 y en 1883, Tórtola, isla de San Cristóbal (San Cristóbal y Nieves), República Dominicana e islas Turcas y Caicos en 1887, Haití, Jamaica , Bahamas entre 1888 a 1889; y a Tobago, Trinidad, Grenada, San Vicente y Barbados de 1889 a 1890. Se mudó a Ecuador en 1891 donde permaneció hasta 1897 realizando numerosas recolecciones. Tuvo una hacienda en El Recreo, en vecindad de San Vicente, en la provincia de Manabí.

## Honores

### Epónimos
Género
- Eggersia Hook.f.[1] Hoy incluida en Neea Heimerl

Especies
- Strumigenys eggersi
- Agave eggersiana Trel.
- Erythrina eggersii Krukoff & Moldenke
- La abreviatura «Eggers» se emplea para indicar a Henrik Franz Alexander von Eggers como autoridad en la descripción y clasificación científica de los vegetales.[2]